# James Lindsay-Fynn
James Lindsay-Fynn (Dublín, Irlanda, 29 de septiembre de 1975) es un deportista británico que compitió en remo.
Ganó dos medallas en el Campeonato Mundial de Remo, en los años 1999 y 2007. Participó en los Juegos Olímpicos de Pekín 2008, ocupando el quinto lugar en la prueba de cuatro sin timonel ligero.

## Palmarés internacional
| Campeonato Mundial | Campeonato Mundial      | Campeonato Mundial | Campeonato Mundial        |
| Año                | Lugar                   | Medalla            | Prueba                    |
| ------------------ | ----------------------- | ------------------ | ------------------------- |
| 1999               | St. Catharines (Canadá) | Medalla de bronce  | Cuatro scull ligero       |
| 2007               | Múnich (Alemania)       | Medalla de oro     | Cuatro sin timonel ligero |